# Adriana Wełna
Adriana Wełna (* 21. Mai 2001 in Warschau) ist eine polnische Volleyballspielerin.

## Karriere
Wełna spielte zu Beginn ihrer Karriere bei drei Vereinen in ihrer Heimatstadt Warschau: UKS Atena Warschau, UMKS MOS Wola und MUKS Sparta. In der Saison 2020/21 war die Zuspielerin bei Karpaty Krosno aktiv. Danach wechselte sie zu AZS Lublin. Von 2022 bis 2024 spielte sie bei WTS Solna Wieliczka. Dann wurde Wełna vom deutschen Bundesligisten 1. VC Wiesbaden verpflichtet.